# Alive Naturalsound Records
Alive Naturalsound Records, vor 2006 Alive Records, ist ein unabhängiges Plattenlabel aus Burbank, Kalifornien gelegen in den Vereinigten Staaten, welches Musik in den Genres Garage Rock, Punk, Psychedelic- und Bluesrock veröffentlicht. Die Gründung des Labels erfolgte im Jahr 1993 durch Patric Boissel, einem französischstämmigen Musiker, Produzenten und Kritiker, welcher in der Mitte der 1990er Jahre in die Vereinigten Staaten emigrierte, um dort unter anderem für Bomp Records tätig zu werden und letztendlich in gemeinschaftlicher Kooperation mit diesem Alive Records ins Leben zu rufen.

## Musikschaffende
- Left Lane Cruiser
- Two Gallants
- Mick Farren
- Jack Lee
- T-Model Ford
- Datura4
- Gyasi

- The Bobby Lees